# Конти (гміна Любень-Куявський)
Конти (пол. Kąty) — село в Польщі, у гміні Любень-Куявський Влоцлавського повіту Куявсько-Поморського воєводства.
Населення — 76 осіб (2011).
У 1975-1998 роках село належало до Влоцлавського воєводства.

## Демографія
Демографічна структура станом на 31 березня 2011 року:
|          | Загалом | Допрацездатний вік | Працездатний вік | Постпрацездатний вік |
| -------- | ------- | ------------------ | ---------------- | -------------------- |
| Чоловіки | 42      | 9                  | 26               | 7                    |
| Жінки    | 34      | 6                  | 17               | 11                   |
| Разом    | 76      | 15                 | 43               | 18                   |